# 킨차오
킨차오(스페인어: Quinchao)는 칠레 로스라고스 주 칠로에 현의 코무나이다.